# Caenoculis acutalis
Caenoculis acutalis is een haft uit de familie Caenidae. De wetenschappelijke naam van de soort is voor het eerst geldig gepubliceerd in 2004 door Zhou, Sun & McCafferty.
De soort komt voor in het Oriëntaals gebied.